# Обвалка мяса
Обвалка мяса — один из этапов переработки мясного сырья, во время которого от костного содержимого отделяется мышечная, соединительная и жировая ткани, то есть, собственно, мясо. Выполняют обвалку вручную или при помощи специального оборудования.
Обвалке подлежит весь спектр мясного сырья: говядина, свинина, тушки или части птицы. Сырьё может быть подготовлено к обвалке в виде цельных туш/тушек, полутуш или четвертей туш (отрубов). Если туши, полутуши и отруба заморожены, проводят процедуру разморозки, затем очищают от внешних загрязнений в специально оборудованных помещениях на моечных столах или подвесах (вешалах). Далее сырьё взвешивают (для достоверности производственного учёта) и передают в отделение обвалки, где происходит отделение мягких тканей от костей скелета.
Обвалку производят специальным ручным режущим инструментом — обвалочными ножами, предназначенным для тех или иных технологических операций (например, отделения рёбер от мяса). На предприятиях мясоперерабатывающей промышленности обычно применяют механизированную обвалку, с использованием транспортёров для перемещения туш, дисковых пил (стационарных или ручных), пневматического инструмента. По завершении обвалки отделённая мякоть передаётся на жиловку, дожиловку и обрядку.

## Механическая обвалка
В современной мясоперерабатывающей промышленности широко используются сепараторы непрерывного действия. Сепараторы измельчают кости вместе с мясом, разделяя затем на твёрдые и мягкие составляющие. На выходе из механического обвальщика получают полусухую костную массу и массу мягких соединений в виде тонкодисперсного фарша. При такой технологии обвалки в фарш попадает не только мясо, но также жир, кожа, сухожилия, соединительные ткани, часть костной массы (её содержание регламентируется). Такой фарш, известный как мясо механической обвалки, или МДМ (от англ. mechanically deboned meat), готов к использованию в мясопроизводстве сразу после обвалки.